# Józef Buczyński
Józef Stanisław Buczyński (ur. 2 stycznia 1949 w Przemyślu) – generał broni Wojska Polskiego w stanie spoczynku, magister inżynier cybernetyki i doktor habilitowany nauk wojskowych, komendant-rektor Akademii Obrony Narodowej (2006–2007).

## Wykształcenie
W latach 1968–1972 ukończył studia magisterskie na Wydziale Cybernetyki Wojskowej Akademii Technicznej im. generała Jarosława Dąbrowskiego w Warszawie. 26 kwietnia 1984 roku obronił rozprawę doktorską pt. „Analiza systemowa rozwoju informatyki w siłach zbrojnych” w Akademii Sztabu Generalnego im. generała broni Karola Świerczewskiego w Warszawie, natomiast 29 maja 2001 roku uzyskał stopień naukowy doktora habilitowanego nauk wojskowych w specjalności system obronny państwa w Akademii Obrony Narodowej w Warszawie (rozprawa pt. „Zarządzanie zasobami ludzkimi w Siłach Zbrojnych Rzeczypospolitej Polskiej”). Od 1992 do 1993 roku przebywał na kursie języka angielskiego w Warszawie, organizowanym przez Wojskowe Studium Nauczania Języków Obcych w Łodzi. Jest również absolwentem zagranicznych szkół językowych oraz podyplomowych studiów zarządzania zasobami obronnymi.

## Służba wojskowa
Na pierwsze stanowisko służbowe skierowano go do Wydziału Programowania w Centralnym Ośrodku Przetwarzania Informacji Sztabu Generalnego Wojska Polskiego w Warszawie. W 1979 roku został przeniesiony do Zarządu Informatyki Sztabu Generalnego Wojska Polskiego, a w 1983 roku rozpoczął służbę w Ministerstwie Obrony Narodowej w Warszawie. Od 1994 do 1996 roku był zastępcą dyrektora Departamentu Kadr, po czym pełnił funkcję dyrektora Departamentu Kadr i Szkolnictwa Wojskowego. W latach 2001–2005 przebywał w Chińskiej Republice Ludowej jako attaché obrony, wojskowy, morski i lotniczy przy Ambasadzie Rzeczypospolitej Polskiej w Pekinie. Następnie zajmował posadę radcy ministra obrony narodowej Radosława Sikorskiego. Od 9 czerwca 2006 do początku 2007 roku był komendantem-rektorem Akademii Obrony Narodowej, po czym zakończył zawodową służbę wojskową. W dniu 11 listopada 2006 roku Prezydent RP Lech Kaczyński mianował go na stopień generała broni.
Następnie został wykładowcą międzynarodowych stosunków wojskowych w Europejskiej Wyższej Szkole Prawa i Administracji w Warszawie.

## Ordery i odznaczenia
- Krzyż Oficerski Orderu Odrodzenia Polski (1999)[2]
- Krzyż Kawalerski Orderu Odrodzenia Polski
- Złoty Krzyż Zasługi
- Złoty Medal „Siły Zbrojne w Służbie Ojczyzny”
- Złoty Medal „Za zasługi dla obronności kraju”